# Specijalna jedinica PU Istarska "Bak"
Specijalna jedinica PU Istarska "Bak" bila je postrojba posebne namjene hrvatske policije. Osnovana je 27. srpnja 1991. godine u Valbandonu, gdje je bilo i njeno prvo postrojavanje. Ratni zapovjednici bili su Hasimi Skender i poslije Slavko Jereb. Ratni je naziv bio "Bak Istra".

## Povijest
Nakon prvih višestranačkih izbora u Hrvatskoj, čije održavanje i čiji rezultati nisu bili po volji velikosrpskim krugovima, dio srpskog stanovništva nije prihvatio novu demokratski izabranu hrvatsku vlast. Uskoro dolazi do pobune dijela srpskog pučanstva, a ni nakon osamostaljenja Republike Hrvatske situacija se nije poboljšala.
Te su okolnosti dovele da su diljem Hrvatske ožujka 1991. godine formirane Posebne postrojbe policije pri PU, a na osnovi naloga ondašnjeg ministra unutarnjih poslova kojom su sve policijske uprave dobile zadaću osnovati posebne jedinice policije, koje su poslije promijenile naziv u specijalne jedinice policije.
Prvi sastav "Baka" bili su policijski službenici iz svih policijskih postaja ondašnje Policijske uprave Pula, njih 78.
Odmah nakon postrojavanja, krenuli su prema Zagrebu, čime je počeo ratni put. Bili su među prvima koji su pošli braniti Petrinju, a poslije je SJP "Bak" sudjelovala u akcijama Trokut, Poskok 1, Maslenica, Poskok 2, Medački džep, Bljesak, Oluja, Krug Dubrovnik i u mirnoj reintegraciji hrvatskog Podunavlja. Poslije rata bavili su se razminiranjem, od Vukovara do Dubrovnika, pri čemu je poginuo jedan pripadnik.
Ukupno je u Domovinskom ratu SJP Bak izgubila pet pripadnika, jedan pripadnik je poginuo prilikom humanitarnog razminiravanja. Petnaest je pripadnika Specijalne jedinice policije BAK Istra bilo ranjeno.

## Spomeni
- spomen obilježje SJP Bak Istra

## Odlikovanja
- 2012.: Red Nikole Šubića Zrinskog za iskazano junaštvo pripadnika postrojbe u Domovinskom ratu[5]

## Vanjske poveznice
- MUP, Specijalna policija  Arhivirana inačica izvorne stranice od 4. travnja 2015. (Wayback Machine)
- Ispred spomen obilježja, MUP RH[neaktivna poveznica]